# آل مسعود

تعديل مصدري - تعديل

آل مسعود هي إحدى قرى عزلة  الوضيع بمديرية الوضيع التابعة لمحافظة أبين، بلغ تعداد سكانها 24 نسمة حسب تعداد اليمن لعام 2004.